# Tetanocera iowensis
Tetanocera iowensis är en tvåvingeart som beskrevs av Steyskal 1938. Tetanocera iowensis ingår i släktet Tetanocera och familjen kärrflugor. Inga underarter finns listade i Catalogue of Life.